# Ernst Grube (Zeitzeuge)

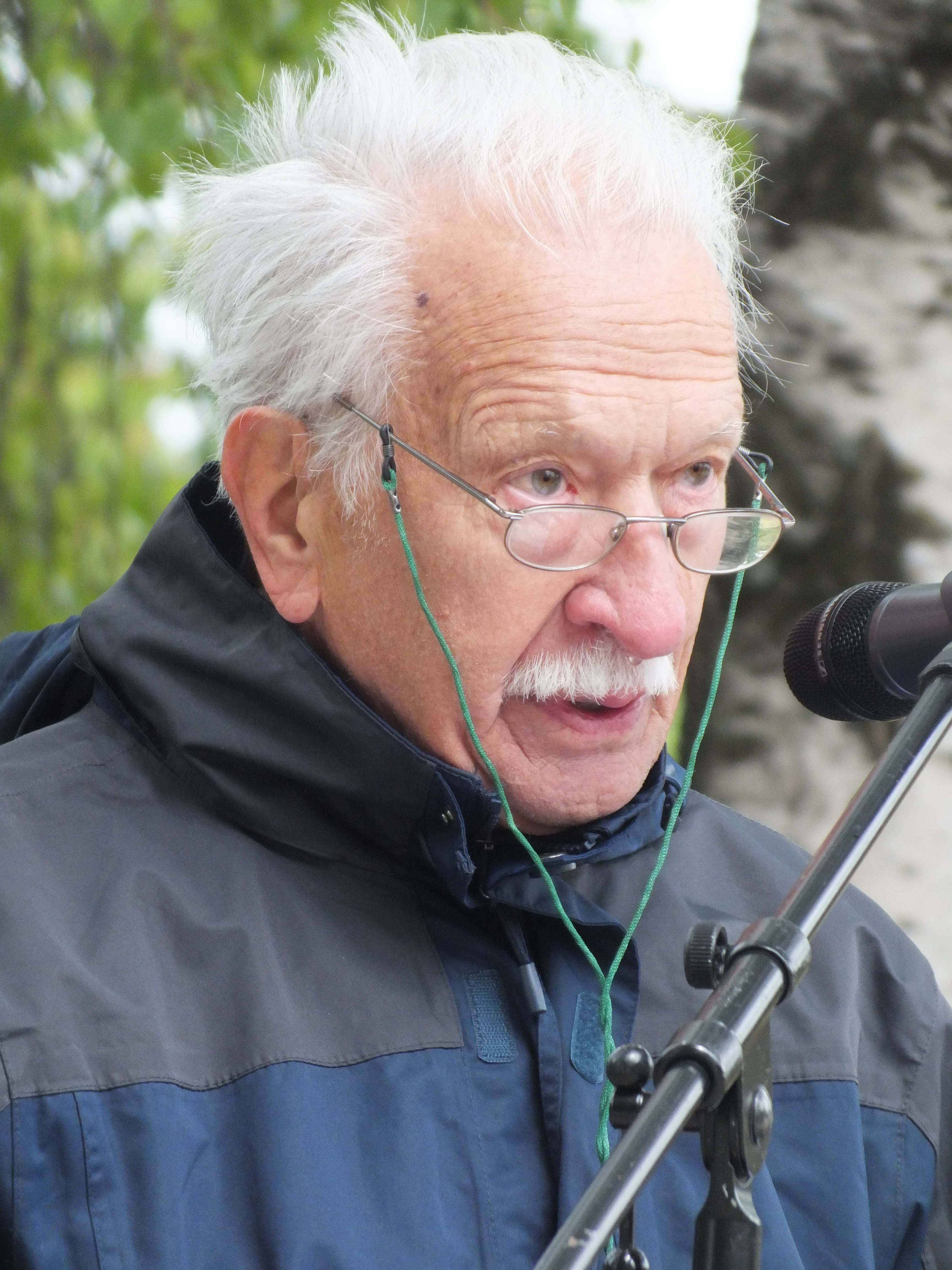
Ernst Grube (2019)

Ernst Grube (* 13. Dezember 1932 in München) ist ein deutscher NS-Verfolgter und bekannter Vertreter einer aktiven Vergangenheits- und Aufarbeitungspolitik.

## Leben
Ernst Grube wurde in München geboren. Die Familie – der Vater Malermeister und Mitglied der KPD – wohnte in der Herzog-Max-Straße, in der auch die Synagoge stand. Nach deren Abriss im Juni 1938 musste die Familie ihr Wohnhaus verlassen, da die „jüdischen“ Häuser „entmietet“ wurden. Die Familie wurde aufgeteilt. Ernst, Bruder Werner und seine Schwester Ruth wurden von den Eltern getrennt – die Mutter war als „Jüdin“ eingestuft, der Vater war Kommunist – und im jüdischen Kinderheim Antonienheim in Schwabing untergebracht.
Ab Oktober 1941 mussten die Heimkinder den gelben Judenstern tragen. Sie durften nicht mehr ins Kino, nicht mehr mit der Straßenbahn fahren, sie wurden ausgeschult. Auf der Straße wurden sie, wie Grube berichtete, „bespuckt und beleidigt“. „Hau ab, Saujud!“, habe es beim Spiel der Kinder geheißen.
Im Jahre 1941 wurden 23 Kinder und die Betreuerinnen des Heims mit dem Bus abgeholt, darunter auch die beste Freundin des Achtjährigen, und nach Litauen deportiert, wo sie erschossen wurden. Ernst Grube und seine Geschwister entgingen dem, da sie als „Halbjuden“ galten und sein Vater sich geweigert hatte, sich von seiner Frau scheiden zu lassen. Im Frühjahr 1942 wechselten die verbliebenen Heimkinder in ein „enges, feuchtes Barackenlager“ in Milbertshofen. Im Jahre 1943 wurde ihm aufgrund des Judensterns vor einem alliierten Luftangriff der Zutritt zu einem Schutzbunker verweigert. Er habe sich, erklärte er später, „unters Gebüsch gelegt. Rings um mich sind die Bomben gefallen.“ Anfang 1945 wurde Grube mit seinen Geschwistern und seiner Mutter ins Konzentrationslager Theresienstadt deportiert. Die Befreiung des Lagers durch die Rote Armee rettete sie.
Im Juni 1945 kehrte Grube nach München zurück, wurde Malermeister wie der Vater, machte dann das Abitur und wurde Berufsschullehrer. Anfang der 1950er Jahre motivierte ihn die Wiederbewaffnung, dagegen Stellung zu nehmen. Er nahm in München an den Protesten teil, wurde mehrfach von der Polizei verprügelt, inhaftiert und wegen Widerstands gegen die Staatsgewalt zu sieben Monaten Haft verurteilt. Grube wurde Mitglied der Gewerkschaft, der FDJ, die 1951, und der KPD, die 1956 verboten wurde. 1959 verurteilte ihn der Bundesgerichtshof zu einem Jahr Gefängnis, unter anderem, weil er gegen das KPD-Verbot verstoßen habe.
Anfang der 1970er Jahre wurde der Berufsschullehrer, der Mitglied der DKP war (und ist), aufgrund des Radikalenerlasses entlassen, das wurde erst zurückgenommen, nachdem er dem Sachbearbeiter im Münchner Rathaus „den Judenstern ... auf den Schreibtisch“ legte.
2010 wurde der stellvertretende Vorsitzende der bayerischen Vereinigung der Verfolgten des Naziregimes (VVN-BdA) namentlich als Mitglied im Jahresbericht des Bayerischen Landesamtes für Verfassungsschutz erwähnt. „Öffentliche Zeitzeugenauftritte von früheren KZ-Häftlingen“, hieß es, „sollen der VVN-BdA einen demokratischen Anstrich verleihen.“ Das führte zu öffentlichen Protesten, zumal Grube bei zahlreichen Gelegenheiten mit bekannten Vertretern der CSU öffentlich auftrat und auftritt. Zu den öffentlichen Auftritten gehörte im Jahr darauf ein Interview des Bayerischen Rundfunks mit Grube unter dem Titel Ernst Grube: KZ-Kind, Antifaschist, Jude, ein Beitrag, der in die ARD-Mediathek übernommen wurde. Auch von CSU-Seite kam Widerspruch gegen den Innenminister Herrmann als Dienstherrn des LfV. Die Nennung gefährde „die Erinnerungspolitik in Bayern“. Die Süddeutsche Zeitung kommentierte, ein Nazi-Opfer werde stigmatisiert, der Amtsbericht gehe nicht mit der Zeit. Im Ergebnis musste die Namensnennung entfernt werden. Anders als in den Darstellungen des Bundesamts und aller anderen Landesämter wurde jedoch die VVN in Bayern bis zum April 2022 weiterhin im Verfassungsschutzbericht aufgeführt und Grube beobachtet. Gemeinsam mit dem SPD-Landtagsabgeordneten Florian Ritter, dem ehemaligen SPD-Bürgermeister von München Klaus Hahnzog und der stellvertretenden Landessprecherin der Gewerkschaft ver.di Bayern Linda Schneider stellte Grube daher 2015 der Öffentlichkeit eine Petition vor, mit der auch für Bayern die Streichung der VVN aus dem nachrichtendienstlichen Jahresbericht gefordert wird. Im Verfassungsschutzbericht für das Jahr 2021 wird die VVN nicht mehr erwähnt.
Grube ist Präsident der Lagergemeinschaft Dachau, Kovorsitzender des Fördervereins für Internationale Begegnung, Vorsitzender des Kuratoriums der Stiftung Bayerische Gedenkstätten, Mitglied des Kuratoriums der Evangelischen Versöhnungskirche und im politischen Beirat des NS-Dokumentationszentrums der Stadt München.
Im November 2024 erschien von Hannah Brinkmann eine Graphic Novel im Berliner avant-verlag, die das Leben Grubes thematisiert. Die Graphic Novel wurde für den Comicbuchpreis 2024 nominiert.

## Ehrungen
- 2002: Medaille „München leuchtet“ in Silber[16]
- 2017: Georg-Elser-Preis[17]
- 2021: Bürgerpreis Demokratie[18]
- 2022: Ehrenbürger München[19]

## Film
- Ingeborg Weber, Christel Priemer: Ernst Grube – Zeitzeuge. Von einem, der nicht aufgibt (2017).[20]

## Schriften
- „Den Stern, den tragt Ihr nicht.“ Kindheitserinnerungen an die Judenverfolgung in München, in: Dachauer Hefte, 9 (1993), S. 3–13.